# Lulua-Schwert
Das Lulua-Schwert ist eine afrikanische Waffe. Afrikanische Schwerter wurden in verschiedenen Ländern und von verschiedenen Ethnien Afrikas als Kriegs-, Jagd-, Kultur-  und Standeswaffe entwickelt und genutzt. Die jeweilige Bezeichnung der Waffe bezieht sich auf eine Ausprägung dieses Waffentyps, die einer bestimmten Ethnie zugeordnet wird.

## Beschreibung
Das Lulua-Schwert hat eine gerade, blattförmige, zweischneidige Klinge mit einem Mittelgrat. Die Klinge beginnt am Griffstück schmal und wird zum Ort hin breiter. Am  Ende ist der Ort spitz ausgeschmiedet. Auf beiden Seiten des Mittelgrats ist die Klinge mit kleinen, kreisförmigen Symbolen verziert. Das Heft ist aus Holz und trägt traditionelle Schnitzereien. Das Lulua-Schwert wird von der Ethnie der Lulua benutzt.